# Manuel de Matos e Silva Soares de Almeida
Manuel de Matos e Silva Soares de Almeida, mais conhecido como Padre Matos Soares (? – 1957), foi um sacerdote católico português, prefeito e professor do Seminário de Nossa Senhora da Conceição (Seminário Maior ou da Sé), Reitor da Capela de Fradelos e pároco da Paróquia Nossa Senhora da Conceição da cidade e diocese de Porto, tendo sido o promotor da nova construção da Igreja. Foi responsável pela tradução de várias obras, notadamente a da Bíblia Sagrada em língua portuguesa.

## Tradução da Bíblia
O principal trabalho de Pe. Matos Soares foi a tradução comentada da Bíblia Sagrada da Vulgata para o português, cuja primeira edição foi publicada em 1932, com o auxílio do Pe. Luiz Gonzaga da Fonseca, Professor do Instituto Bíblico de Roma, tendo as outras edições sido publicadas nos anos de 1934, 1940, 1946 e 1952. A edição de 1956 foi a primeira edição em que o autor traduziu diretamente dos manuscritos bíblicos em grego e hebraico disponíveis em sua época, tradução chamada de "Versão dos Originais", recorrendo à Vulgata quando a tradução direta dos manuscritos originais tornava o texto obscuro.
As edições da Bíblia do Padre Matos Soares receberam Imprimatur de Dom António Barbosa Leão, bispo de Porto, e grande apreço da Santa Sé, por parte do Papa Pio XI, cuja mensagem de estima do Cardeal Pacelli, futuro Papa Pio XII, se encontra logo no início das edições do tradutor.

## Reedições modernas no Brasil
No ano de 2019, a Editora Ecclesiae publicou a reedição do Novo Testamento do Padre Matos Soares, adaptando a tradução do autor da Vulgata Latina para a Nova Vulgata.
No ano de 2022, a Editora Ecclesiae publicou a reedição da Bíblia completa do Padre Matos Soares segundo as línguas originais (edição de 1956).
Também no mesmo ano, a Editora Realeza, a qual faz parte da Associação Cultural Christus Regnat, publicou a reedição da Bíblia completa do Padre Matos Soares da Vulgata Latina (primeira edição de 1932), acrescentando as ilustrações feitas por Gustavo Doré para a La Grande Bible de Tours.
No ano de 2024, a Editora Realeza publicou a segunda edição da reedição da Bíblia completa do Padre Matos Soares da Vulgata Latina.
Percebe-se, então, que a edição de 1956 é bem diferente da anterior. A anterior a 1956 foi traduzida direto da Vulgata, já a de 1956 diz-nos Padre Matos Soares ser baseada em textos originais, ou seja, hebraico e grego, embora não seja possível saber exatamente quais manuscritos gregos foram utilizados. Pode-se deduzir que ao menos no Evangelho de Lucas não é utilizado o Textus Receptus nem o Texto do tipo Bizantino Majoritário pois no grego Textus Receptus e Bizantino Majoritário encontra-se:  "Mas da palavra de Deus" ou "De toda Palavra de Deus" em Lucas 4, 4.

## Diferenças entre as versões da Vulgata e dos Originais
Algumas diferenças entre as versões da tradução de Padre Matos da Vulgata e dos Originais são ilustradas:
Gênesis 1, 20:
20 Disse também Deus: Produzam as águas répteis animados e viventes, e aves que voem sobre a terra debaixo do firmamento do céu. (Versão da Vulgata)
20 Disse também Deus: encham-se as águas de seres vivos, e voem aves sobre a terra, debaixo do firmamento do céu. (Versão dos Originais)
20 Deus disse: "Pululem as águas de uma multidão de seres vivos, e voem aves sobre a terra, debaixo do firmamento dos céus." (Bíblia Ave-Maria)
Gênesis 2, 4-7:
4 Esta é a história do céu e da terra, quando foram criados, no dia em que o Senhor Deus fez o céu e a terra: 5 E toda a planta do campo antes que nascesse na terra, e toda a erva da campina antes que germinasse: porque o Senhor Deus não tinha (ainda) feito chover sobre a terra, nem havia homem que a cultivasse. 6 Mas da terra saía uma fonte, que regava toda a superfície da terra. 7 O Senhor Deus formou pois o homem do barro da terra, e inspirou no seu rosto um sopro de vida, e o homem tornou-se alma vivente. (Versão da Vulgata)
4 Tal é a história da criação do céu e da terra. No dia em que o Senhor Deus fez a terra e o céu, 5 nenhum arbusto campestre existia sobre a terra, e nenhuma erva do campo havia ainda brotado, porque o Senhor Deus não tinha (ainda) feito chover sobre a terra, nem havia homem que a cultivasse, 6 embora da terra subisse um vapor que regava toda a sua superfície. 7 O Senhor Deus formou, pois, o homem do barro da terra, e inspirou no seu rosto um sopro de vida, e o homem tornou-se alma (pessoa) vivente. (Versão dos Originais)
4 Tal é a história da criação dos céus e da terra. 5 No tempo em que o Senhor Deus fez a terra e os céus, não existia ainda sobre a terra nenhum arbusto nos campos, e nenhuma erva havia ainda brotado nos campos, porque o Senhor Deus não tinha feito chover sobre a terra, nem havia homem que a cultivasse; 6 mas subia da terra um vapor que regava toda a sua superfície. 7 O Senhor Deus formou, pois, o homem do barro da terra, e inspirou-lhe nas narinas um sopro de vida e o homem se tornou um ser vivente. (Bíblia Ave-Maria)
Gênesis 3, 17:
17 E disse a Adão: Porque deste ouvidos a voz de tua mulher, e comeste da árvore, de que eu te tinha ordenado que não comesses, a terra será maldita na tua obra, tirarás dela o sustento com trabalhos penosos todos os dias da tua vida. (Versão da Vulgata)
17 E disse a Adão: porque deste ouvidos à voz de tua mulher, e comeste da árvore, de que eu te tinha ordenado que não comesses, a terra será maldita por tua causa: tirarás dela o sustento com trabalhos penosos todos os dias da tua vida. (Versão dos Originais)
17 E disse em seguida ao homem: "Porque ouviste a voz de tua mulher e comeste do fruto da árvore que eu te havia proibido comer, maldita seja a terra por tua causa. Tirarás dela com trabalhos penosos o teu sustento todos os dias de tua vida. (Bíblia Ave-Maria)
Gênesis 4, 20:
20 E Ada deu à luz Jabel, que foi pai dos que habitam sob tendas, e dos pastores. (Versão da Vulgata)
20 E Ada deu à luz Jabel, que foi pai dos que habitam sob tendas e entre rebanhos. (Versão dos Originais)
20 Ada deu à luz Jabel, que foi pai daqueles que moram em tendas, entre os rebanhos. (Bíblia Ave-Maria)
Gênesis 8, 6-7:
6 E tendo-se passado quarenta dias, abriu Noé a janela, que tinha feito na arca, e soltou um corvo: 7 o qual saiu, e não tornou mais, até que as águas fossem secas sobre a terra. (Versão da Vulgata)
6 Ao fim de quarenta dias, abriu Noé a janela, que tinha feito na arca, e soltou um corvo, o qual ia e vinha, até que as águas secaram sobre a terra. (Versão dos Originais)
6 No fim de quarenta dias, abriu Noé a janela que tinha feito na arca 7 e deixou sair um corvo, o qual saindo, voava de um lado para outro, até que aparecesse a terra seca. (Bíbila Ave-Maria)
Gênesis 15, 2:
2 E Abrão disse: Senhor Deus, que me darás tu? Eu irei sem filhos: e o filho do procurador de minha casa é este Eliezer de Damasco. (Versão da Vulgata)
2 Abrão respondeu: Senhor Deus, que me darás tu? Eu irei sem filhos, e o herdeiro da minha casa é este Eliezer de Damasco. (Versão dos Originais)
2 Abrão respondeu: "Senhor Javé, que me dareis vós? Eu irei sem filhos, e o herdeiro de minha casa é Eliezer de Damasco." (Bíblia Ave-Maria)
Gênesis 22, 2:
2 (E Deus) disse-lhe: Toma Isaac teu filho único, a quem amas, e vai à terra da visão: e aí o oferecerás em holocausto sobre um dos montes, que eu te mostrar. (Versão da Vulgata)
2 (E Deus) disse-lhe: toma Isaac, teu filho único, a quem amas, vai ao país de Moriab, e aí o oferecerás em holocausto sobre um dos monteis, que eu te mostrar. (Versão dos Originais)
Gênesis 27, 39:
39 Isaac comovido disse-lhe: Na abundância da terra, e no orvalho (que vem) do alto do céu será a tua benção. (Versão da Vulgata)
39 Isaac, comovido, disse-lhe: Sem a abundância da terra, e sem o orvalho do alto do céu será a tua bênção. (Versão dos Originais)
39 Isaac tomou a palavra: "Eis, disse ele, que a tua habitação será desprovida da gordura da terra e do orvalho que desce dos céus. (Bíblia Ave-Maria)
Gênesis 41, 16:
16 José respondeu: sem mim Deus responderá favoravelmente ao faraó. (Versão da Vulgata)
16 José respondeu: Não sou eu, é Deus quem dará uma resposta favorável a Faraó. (Versão dos Originais)
16 "Não sou eu, respondeu José, mas é Deus quem dará ao faraó uma explicação favorável." (Bíblia Ave-Maria)
Gênesis 49, 6:
6 que a minha alma não tenha parte nos seus conselhos, e que a minha glória não se una aos seus conluios, porque no seu furor mataram o homem, e na sua vontade (criminosa) derribaram a muralha. (Versão da Vulgata)
6 Que a minha alma não tenha parte nos seus conselhos, e que a minha alma não se una aos seus conluios, porque, no seu furor, mataram homens, e na sua vontade (criminosa) cortaram os jarretes dos touros. (Versão dos Originais)
6 Minha alma não participe de suas maquinações, meu coração jamais se associe às suas reuniões! Porque em sua cólera mataram homens e em seu furor enervaram touros. (Bíblia Ave-Maria)
Êxodo 9, 15-16:
15 Agora estendendo a mão te ferirei de peste a ti e ao teu povo, e serás exterminado da terra. 16 E com este fim te conservei, para mostrar em ti o meu poder, e para que o meu nome seja celebrado em toda a terra. (Versão da Vulgata)
15 Se eu tivesse estendido a minha mão e te tivesse ferido de peste a ti e ao teu povo, haveríeis já desaparecido da terra. 16 Porém conservei-te com vida, para mostrar em ti o meu poder e para que o meu nome seja celebrado em toda a terra. (Versão dos Originais)
15 Eu poderia, num instante, estendendo a minha mão, ferir-te de peste, tu e o teu povo; e tu já terias desaparecido da terra. 16 Mas, se te deixo incólume, é para que vejas o meu poder, e que o meu nome seja glorificado por toda a terra. (Bíblia Ave-Maria)
Êxodo 32, 28:
28 E os filhos de Levi fizeram o que Moisés tinha ordenado, e cerca de vinte e três mil homens caíram (mortos) naquele dia. (Versão da Vulgata)
28 Os filhos de Levi fizeram o que Moisés tinha ordenado, e cerca de três mil homens caíram (mortos) naquele dia. (Versão dos Originais)
28 Os filhos de Levi fizeram o que ordenou Moisés, e cerca de três mil homens morreram naquele dia entre o povo. (Bíblia Ave-Maria)
Levítico 15, 17:
17 Lavará em água o vestido e a pele que tiver, e serão impuras até a tarde. (Versão da Vulgata)
17 Serão lavadas em água toda a roupa e toda a pele atingidas pelo derramamento, e ficarão impuras até à tarde. (Versão dos Originais)
17 Toda veste e toda pele sobre as quais cair o sêmen serão lavadas com água, e ficarão impuras até a tarde. (Bíblia Ave-Maria)
Juízes 10, 1:
1 Depois de Abimelec foi constituído chefe de Israel Tola, filho de Fua, tio paterno de Abimelec, homem (da tribo) de Issacar, que habitou em Samir do monte de Efraim. (Versão da Vulgata)
1 Depois de Abimelec foi constituído chefe de Israel Tola, filho de Fua, filho de Dodo, homem (da tribo) de Issacar, que habitou em Samir do monte de Efraim. (Versão dos Originais)
1 Depois de Abimelec, Tola, filho de Fua, filho de Dodo, de Issacar, levantou-se para livrar Israel. Habitava em Samir, na montanha de Efraim, (Bíblia Ave-Maria)
Juízes 15, 19:
19 Abriu pois o Senhor um dos dentes molares da queixada do jumento, e saíram águas. E Sansão, bebendo delas, recobrou alento, e recuperou as forças. Por isso foi aquele lugar chamado até ao dia de hoje Fonte do que invoca saída da queixada. (Versão da Vulgata)
19 Então Deus fendeu a rocha côncava, que existe em Lequi, e dela brotou água. Sansão, bebendo dela, recobrou alento e recuperou as forças. Por isso foi aquele lugar chamado até ao dia de hoje Fonte do que invoca saída da queixada. (Versão dos Originais)
19 Então Deus fendeu a rocha côncava que está em Lequi, e dela jorrou água. Sansão, tendo bebido dessa água, recobrou ânimo e recuperou as forças. Daí o nome que traz essa fonte: En-Hacoré. Ainda hoje ela existe em Lequi. (Bíblia Ave-Maria)
1 Reis 6, 19 (1 Samuel 6, 19):
19 Ora (o Senhor) feriu os habitantes de Bet-Sames, porque tinham olhado (com curiosidade e pouco respeito) para a arca do Senhor, e matou setenta homens do povo, e cinquenta mil da plebe. E o povo chorou, por ter o Senhor ferido a plebe com uma tão grande praga. (Versão da Vulgata)
19 Ora (o Senhor) feriu os habitantes de Betsames, porque tinham olhado (com curiosidade e pouco respeito) para a arca do Senhor, e matou setenta homens do povo. O povo chorou, por ter o Senhor ferido a plebe com uma tão grande praga. (Versão dos Originais)
19 O Senhor feriu os habitantes de Bet-Sames, porque tinham olhado para dentro de sua arca: feriu setenta homens entre cinqüenta mil. O povo chorou por causa desse grande golpe com que o Senhor, o tinha ferido. (Bíblia Ave-Maria)
1 Reis 13, 1 (1 Samuel 13, 1):
1 Saul era filho de um ano, quando começou a reinar, e reinou dois anos sobre Israel. (Versão da Vulgata)
1 Saul era de... anos, quando começou a reinar, e reinou... dois anos sobre Israel. (Versão dos Originais)
1 Saul tinha... anos quando se tornou rei. Ele reinou... dois anos sobre Israel. (Bíblia Ave-Maria)
Salmos 2, 6:
6 Eu, porém, fui por ele constituído rei sobre Sião, seu monte santo, para pregar a sua lei. (Versão da Vulgata)
6 «Eu, porém, constituí o meu rei sobre Sião, meu monte santo» (Versão dos Originais)
6 Sou eu, diz, quem me sagrei um rei em Sião, minha montanha santa. (Bíblia Ave-Maria)
Salmos 95, 5:
5 Porque todos os deuses das gentes são demônios; porém o Senhor é que fez os céus. (Versão da Vulgata de 1932)
5 Porque todos os deuses das gentes são ficções, e o Senhor é que fez os céus. (Versão dos Originais)
5 Porque os deuses dos pagãos, sejam quais forem, não passam de ídolos. Mas foi o Senhor quem criou os céus. (Bíblia Ave-Maria)
Provérbios 30, 1:
1 Palavras (ou sentenças) do que congrega, filho do que espalha as verdades. Visão, que expôs um homem, com quem Deus está, e que, tendo sido confortado pela assistência de Deus que reside nele, disse: (Versão da Vulgata)
1 Palavras de Agur, filho de Jake, de Massa. Visão, que expôs um homem, com quem Deus está, e que, tendo sido confortado pela assistência de Deus que reside nele, disse: (Versão dos Originais)
1 Palavras de Agur, filho de Jaque, de Massa. Palavras desse homem: Eu me fatiguei por Deus, estou esgotado por Deus, eis-me entregue. (Bíblia Ave-Maria)
Zacarias 3, 8:
8 Ouve, ó Jesus, sumo sacerdote, tu e os teus colegas, que habitam junto de ti, porque são homens que simbolizam o futuro; porque eis que farei vir o meu servo Oriente. (Versão da Vulgata)
8 Ouve, ó Josué, sumo sacerdote, tu e os teus colegas, que se sentam junto de ti — porque são homens que simbolizam o futuro — Eis que farei vir o meu servo Germen. (Versão dos Originais)
8 Ouve, ó Josué, sumo sacerdote, tu e teus colegas que se sentam diante de ti - porque são pessoas de presságio: porque eis que farei vir o meu servo Gérmen. (Bíblia Ave-Maria)
Ezequiel 13, 18:
18 e dize-lhes: Isto diz o Senhor Deus: Ai daquelas que cosem almofadinhas para todos os cotovelos, e que fazem travesseiros para as cabeças de pessoas de toda a idade, a fim de lhes apanharem as almas! E, quando elas surpreenderam as almas do meu povo, prometem-lhes a vida. (Versão da Vulgata)
18 dizendo-lhes: Isto diz o Senhor Deus: Ai daqueles que cosem ligaduras para todas as junturas das mãos e que fabricam véus para as cabeças das pessoas de todas as estaturas, a fim de lhes apanharem as almas! Acaso pretendeis atentar contra a vida do meu povo e poupar a vossa própria vida? (Versão dos Originais)
18 o oráculo seguinte: eis o que diz o Senhor Javé: ai daquelas que cosem faixas para todos os punhos, que confeccionam véus para as cabeças de todos os tamanhos, com o fito de fazerem caça às almas. Como?! Capturais as almas do meu povo, enquanto vós conservais em vida vossas próprias almas! (Bíblia Ave-Maria)
Eclesiástico 9, 12:
12 Não te assentes jamais com a mulher alheia, nem te recostes com ela à mesa sobre o cotovelo; (Versão da Vulgata)
12 Não te assentes jamais com a mulher alheia, nem te recostes com ela à mesa; (Versão dos Originais)
12 Nunca te assentes ao lado de uma estrangeira, não te ponhas à mesa com ela; (Bíblia Ave-Maria)
I Macabeus 14, 24-25:
24 E depois disto Simão enviou a Roma Numênio com um grande escudo de ouro, que pesava mil minas, a fim de renovar a aliança com eles. Ora, quando o povo romano ouviu estas palavras, 25 disse: (Versão da Vulgata)
24 Em seguida Simão enviou a Roma Numênio com um grande escudo de ouro, que pesava mil minas, a fim de confirmar a aliança com eles. 25 Quando o povo ouviu estas coisas, disse: (Versão dos Originais)
24 Em seguida, Simão enviou Numênio a Roma com um grande escudo de ouro, que pesava mil minas, para firmar aliança com os romanos. 25 Quando o povo foi informado disso tudo, disse: (Bíblia Ave-Maria)
Lucas 1, 28:
28 E, entrando o anjo onde ela estava, disse-lhe: Deus te salve, cheia de graça; o Senhor é contigo; bendita és tu entre as mulheres. (Versão da Vulgata)
28 Entrando o anjo onde ela estava, disse-Ihe: "Deus te salve, cheia de graça; o Senhor é contigo." (Versão dos Originais)
28 Entrando, o anjo disse-lhe: Ave, cheia de graça, o Senhor é contigo. (Bíblia Ave-Maria)
Lucas 4, 4:
4 E Jesus respondeu-lhe: Está escrito: O homem não vive só de pão, mas de toda a palavra de Deus. (Versão da Vulgata)
4 E Jesus respondeu-lhe: "Está escrito: O homem não vive só de pão." (Versão dos Originais)
4 Jesus respondeu: Está escrito: Não só de pão vive o homem, mas de toda a palavra de Deus (Bíblia Ave-Maria)
Lucas 5, 17:
17 Aconteceu um dia que estava sentado ensinando, e estavam (igualmente ali) sentados fariseus e doutores da lei, que tinham vindo de todas as aldeias da Galileia e da Judeia, e de Jerusalém; e a virtude do Senhor estava em sua mão, para os sarar. (Versão da Vulgata)
17 Um dia, enquanto ensinava, estavam ali sentados fariseus e doutores da lei, vindos de todas as aldeias da Galileia, da Judeia e de Jerusalém; e o poder do Senhor fazia-lhe operar curas. (Versão dos Originais)
17 Um dia estava ele ensinando. Ao seu derredor estavam sentados fariseus e doutores da lei, vindos de todas as localidades da Galiléia, da Judéia e de Jerusalém. E o poder do Senhor fazia-o realizar várias curas. (Bíblia Ave-Maria)
Lucas 23, 17:
17 Ora Pilatos era obrigado a soltar-lhes, pela festa (da Páscoa), um criminoso. (Versão da Vulgata)
17 (Ora Pilatos era obrigado a soltar-lhes, pela festa (da Páscoa), um preso.) (Versão dos Originais)
17 {Acontecia que em cada festa ele era obrigado a soltar-lhes um preso.} (Bíblia Ave-Maria)
Atos dos Apóstolos 9, 4-6:
4 E, caindo por terra, ouviu uma voz que lhe dizia: Saulo, Saulo, porque me persegues? 5 E ele disse: Quem és tu, Senhor? E ele (respondeu): Eu sou Jesus, a quem tu persegues; dura coisa é para ti recalcitrar contra o aguilhão. 6 E ele, tremendo e atônito, disse: Senhor, que queres tu que eu faça? E o Senhor respondeu-lhe: Levanta-te, e entra na cidade, e aí te será dito o que deves fazer. (Versão da Vulgata)
4 Caindo por terra, ouviu uma voz que lhe dizia: «Saulo, Saulo, por que me persegues?» 5 Ele disse: «Quem és tu, Senhor?» Ele (respondeu): «Eu sou Jesus, a quem tu persegues. 6 Levanta-te, entra na cidade, e ai te será dito o que deves fazer.» (Versão dos Originais)
4 Caindo por terra, ouviu uma voz que lhe dizia: “Saulo, Saulo, por que me persegues?” 5 Saulo disse: “Quem és, Senhor?” Respondeu ele: “Eu sou Jesus, a quem tu persegues. [Duro te é recalcitrar contra o aguilhão” 6 Então, trêmulo e atônito, disse ele: “Senhor, que queres que eu faça?”. Respondeu-lhe o Senhor:] “Levanta-te, entra na cidade. Aí te será dito o que deves fazer”. (Bíblia Ave-Maria)
II Coríntios 1, 20:
20 Porque todas as promessas de Deus são SIM nele; e por isso também, graças a ele, (se disse) o Amém a Deus para nossa glória. (Versão da Vulgata)
20 Com efeito, todas as promessas de Deus encontraram o seu sim nele e, por isso é também por ele que dizemos o nosso Amém para glória de Deus. (Versão dos Originais)
20 Porque todas as promessas de Deus são sim em Jesus. Por isso, é por ele que nós dizemos Amém à glória de Deus. (Bíblia Ave-Maria)
I João 5, 7-8:
7 Porque são três os que dão testemunho no céu: O Pai, o Verbo, e o Espírito Santo; e estes três são uma só coisa. 8 E são três os que dão testemunho na terra: O espírito (que rendeu sobre a cruz), a água e o sangue (que derramou); e estes três são (para confirmar) uma mesma coisa. (Versão da Vulgata)
7 Com efeito, são três os que dão testemunho: 8 o Espírito, a água e o sangue (que derramou), e estes três estão de acordo. (Versão dos Originais)
7 São, assim, três os que dão testemunho: 8 o Espírito, a água e o sangue; estes três dão o mesmo testemunho. (Bíblia Ave-Maria)

## Outros trabalhos
Dentre as obras de Pe. Manuel de Matos Soares, podem-se destacar as seguintes:
- O meu Evangelho – Devocionário, Evangelho e Actos dos Apóstolos; 1933.
- Biografia da serva de Deus Gema Galgani (Virgem de Luca: 1878-1903), traduzido pelo Pe. Matos Soares, 1923.
- Ano Cristão (Pe. Croiset, S. J.) Devocionário para todos os domingos, dias de Quaresma e festas móveis, obra revista pelo Pe. Matos.
- Obras de Virgílio anotadas por Ferreira da Silva e Matos Soares, 1918.
- Manual de Eloquência Sagrada, 1925.